# 青のレクイエム (元ちとせの曲)
『青のレクイエム』（あおのレクイエム）は、元ちとせの8枚目のシングル。発売日から1週間後に発売する自身3枚目のアルバム『ハナダイロ』からの先行リリースである。
表題曲は2006年の日本映画「初恋」の主題歌。また、本人が出演するパイオニア（現：オンキヨー&パイオニア）のピュアビジョンのTVCF曲としても流れている。カップリング曲は永六輔・中村八大の「遠くへ行きたい」をカバーしたもの。

## 収録曲
1. 青のレクイエム
作詞・作曲：岡本定義／編曲：COIL
2. 遠くへ行きたい
作詞：永六輔／作曲：中村八大／編曲：ライオンメリー

## 収録アルバム
青のレクイエム
- ハナダイロ
- 語り継ぐこと

遠くへ行きたい
- Orient